# Norwood (Ohio)
Norwood ist die Stadt mit den zweitmeisten Einwohnern im Hamilton County, Ohio, Vereinigte Staaten. Das U.S. Census Bureau ermittelte bei der Volkszählung 2020 eine Einwohnerzahl von 19.043.

## Geographie
Norwood ist eine Enklave in der Stadt Cincinnati. Sie war eine frühe Vorstadt in dem bewaldeten, ländlichen Gebiet im Norden Cincinnatis. Norwood profitierte von der Entwicklung der benachbarten Großstadt und begann mit einer florierenden Ziegelindustrie. Das Stadtgebiet von Cincinnati erweiterte sich langsam um die Stadt Norwood herum und schloss sie schließlich ein.
In den 1980er Jahren erlebte Norwood einen großen Rückschlag, als General Motors seine Automobilproduktion in der Stadt einstellte und 4200 Beschäftigte ihre Arbeit verloren. Derzeit gibt es eine Umstrukturierung der Wirtschaft in Richtung Handel und Dienstleistungen.

## Söhne und Töchter
- Carl Lindner, Jr. (1919–2011), Unternehmer
- Janice Rule (1931–2003), Schauspielerin, später Psychoanalytikerin
- George Chakiris (* 1932), Schauspieler

## Einzelnachweise

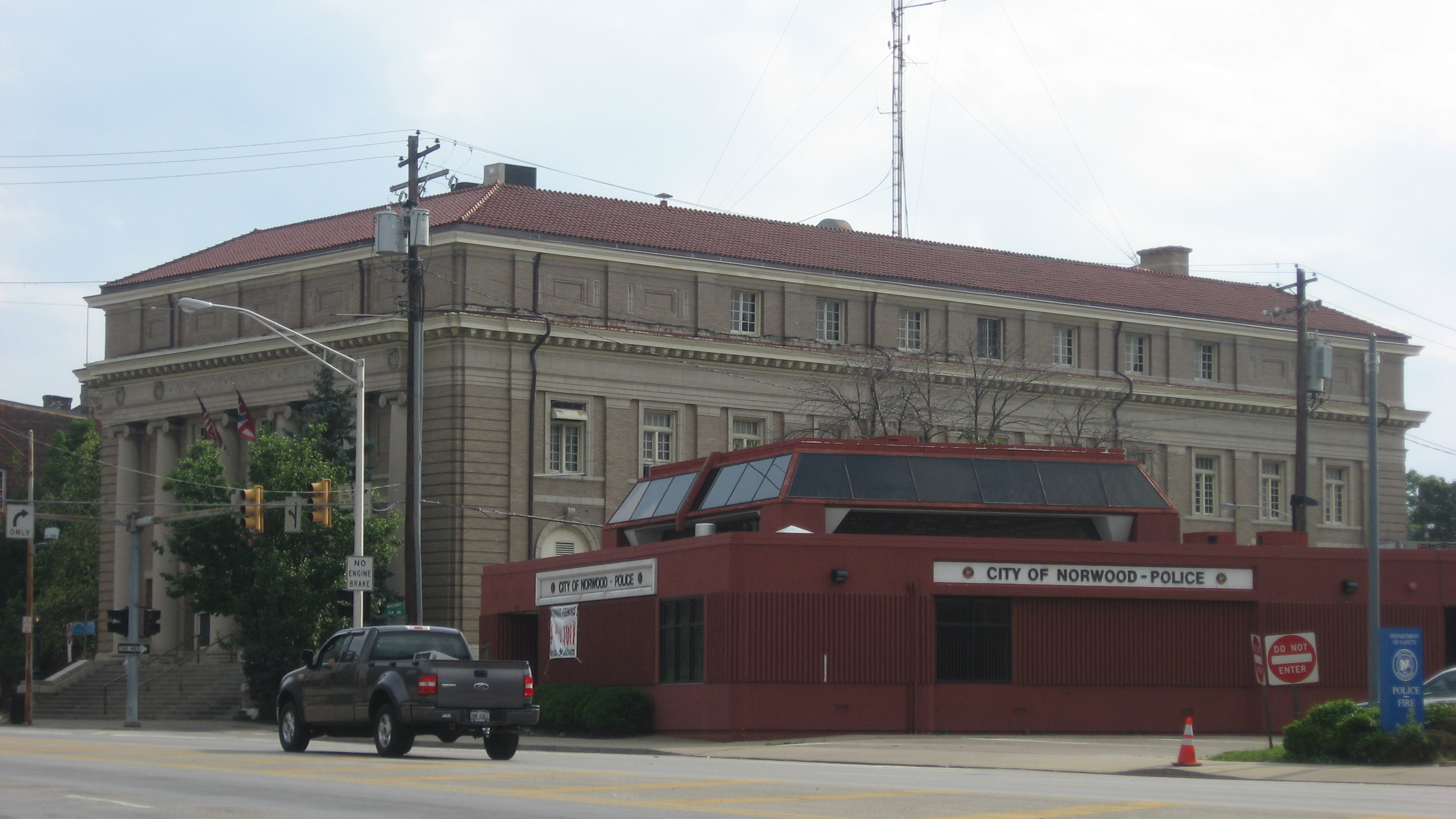
Rathaus in Norwood, Ohio, 1915 erbaut und im National Register of Historic Places gelistet